# Fonckia processigera
Fonckia processigera is een hooiwagen uit de familie Gonyleptidae.